# Binodoxys basicurvus
Binodoxys basicurvus är en stekelart som först beskrevs av Shuja-uddin 1973.  Binodoxys basicurvus ingår i släktet Binodoxys och familjen bracksteklar. Inga underarter finns listade.